# Gecarcinucoidea
Gecarcinucoidea is een superfamilie van zoetwaterkrabben en omvat de families: 

## Families
- Gecarcinucidae (Rathbun, 1904)
- Parathelphusidae Alcock, 1910